# Terror Tract
Terror Tract ou Les murs de l'angoisse au Québec (Terror House) est un film d'horreur américain réalisé par Lance W. Dreesen et Clint Huchitson, sorti en 2001.

## Synopsis
Quatre sketches alliant humour noir et frissons composent ce film. Bob Carter, agent immobilier, fait visiter trois de ses maisons qui restent sur le marché à un couple de jeunes mariés à la recherche du pavillon de leurs rêves. Les visites se passent à merveille, le couple semble conquis jusqu'à ce que Bob leur révèle le triste sort des anciens propriétaires : les maisons ont toutes un passé sanglant... Les propriétaires sont soit défunts soit déments : une femme a tué par accident son amant et s'est suicidée, un homme a mené une guerre contre un petit singe abandonné que sa fille a recueilli, un jeune garçon captait par télépathie les meurtres d'un tueur en série. Le couple se rétracte à chaque fois. Au bout de la troisième visite, Bob craque et s'en prend au couple.

## Fiche technique
- Titre original : Terror House
- Titre français : Terror Tract
- Titre québécois : Les murs de l'angoisse
- Réalisation : Lance W. Dreesen et Clint Huchitson
- Scénario : Clint Huchitson
- Production : Gregg L. Daniel et Lance W. Dreesen
- Sociétés de production : Giant Leap Entertainment
- Musique : Brian Tyler
- Photographie : Ken Blakey
- Montage : Scot Scalise
- Décors : Robert Zilliox
- Costumes : Kristin M. Burke
- Pays de production : États-Unis
- Format : Couleurs - 1,85:1 - Dolby - 35 mm
- Genre : Horreur
- Durée : 97 minutes (1h 37)
- Dates de sortie : 
  - France : 27 juin 2001
- Film interdit aux moins de 12 ans lors de sa sortie en France.

## Distribution

### Faites-moi une offre
- John Ritter : Bob Carter
- David Deluise : Allan Doyle
- Allison Smith (VF : Delphine Moriau) : Mary Ann Doyle

### Cauchemar
- Rachel York : Sarah Freemont
- Carmine Giovinazzo : Frank Sarno
- Fredric Lehne : Louis Freemont
- Wade Williams : Clay Hendricks

### Bobo
- Bryan Cranston : Ron Gatley
- Katelin Petersen : Jennifer Gatley
- Jodi Harris : Carol Gatley

### La résidence des Goodwin
- Brenda Strong : le docteur Helen Corey
- Will Estes : Sean Estes
- Shonda Farr : Jasmine

## Critiques
- "Des merveilles d'humour noir.". Première
- "Quelques moments d'anthologie vraiment palpitants.". Zurban

## Distinctions
- 2001 : Festival du film fantastique de Gérardmer 2001
- 2001 : Brussels International Festival of Fantasy Film - Pegasus Audience Award
- 2001 : Brussels International Festival of Fantasy Film - Silver Raven
- 2002 : A.K.A. Shriekfest - Best Film